# Кучаго
Кучаго (итал. Cucciago) је насеље у Италији у округу Комо, региону Ломбардија.
Према процени из 2011. у насељу је живело 3395 становника. Насеље се налази на надморској висини од 340 м.

## Становништво
| 1936. | 1951. | 1961. | 1971. | 1981. | 1991. | 2001. | 2011. |
| ----- | ----- | ----- | ----- | ----- | ----- | ----- | ----- |
| 1.375 | 1.485 | 1.773 | 2.144 | 2.273 | 2.785 | 3.196 | 3.450 |